# تانر هال
تانر هال (بالإنجليزية: Tanner Hall)‏ هو متزحلق حر أمريكي، ولد في 26 أكتوبر 1983.